# 粟原寺跡

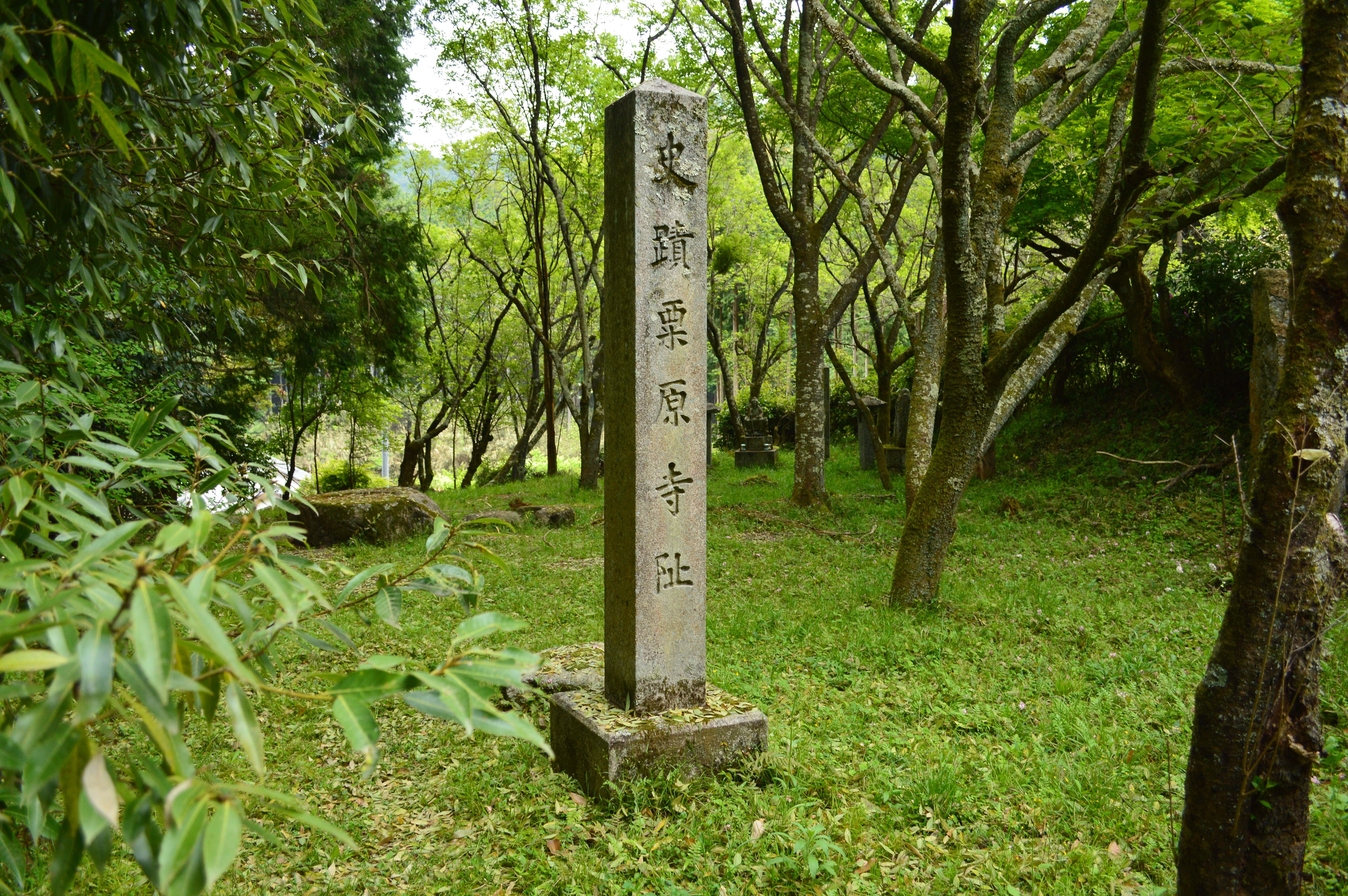
粟原寺趾碑

粟原寺跡（おおばらでらあと/おうばらでらあと/おばらでらあと）は、奈良県桜井市粟原にある古代寺院跡。国の史跡に指定されている。

## 歴史
談山神社が所蔵する『粟原寺三重塔伏鉢』（国宝）に刻まれた銘文によって、寺の由緒がはっきりとしている（伏鉢とは、仏塔の上部にある相輪の一部）。この伏鉢は古代の金石文の重要な資料として国宝に指定されるとともに、寺跡も史跡に指定された。
銘文によると、仲臣朝臣大嶋が草壁皇子を忍び寺の設立を発願した。大嶋の死後、比賣朝臣額田によって甲午年（持統天皇8年、694年）に起工し金堂と丈六の釈迦像が造られ、22年後の和銅8年（715年）に三重塔が完成したと記されている。
大嶋は文献でも名前が確認できる人物であるが、比賣朝臣額田に関してはいっさい不明であり、一部に飛鳥時代の歌人・額田王ではないかとする説も出されている。

## 遺構

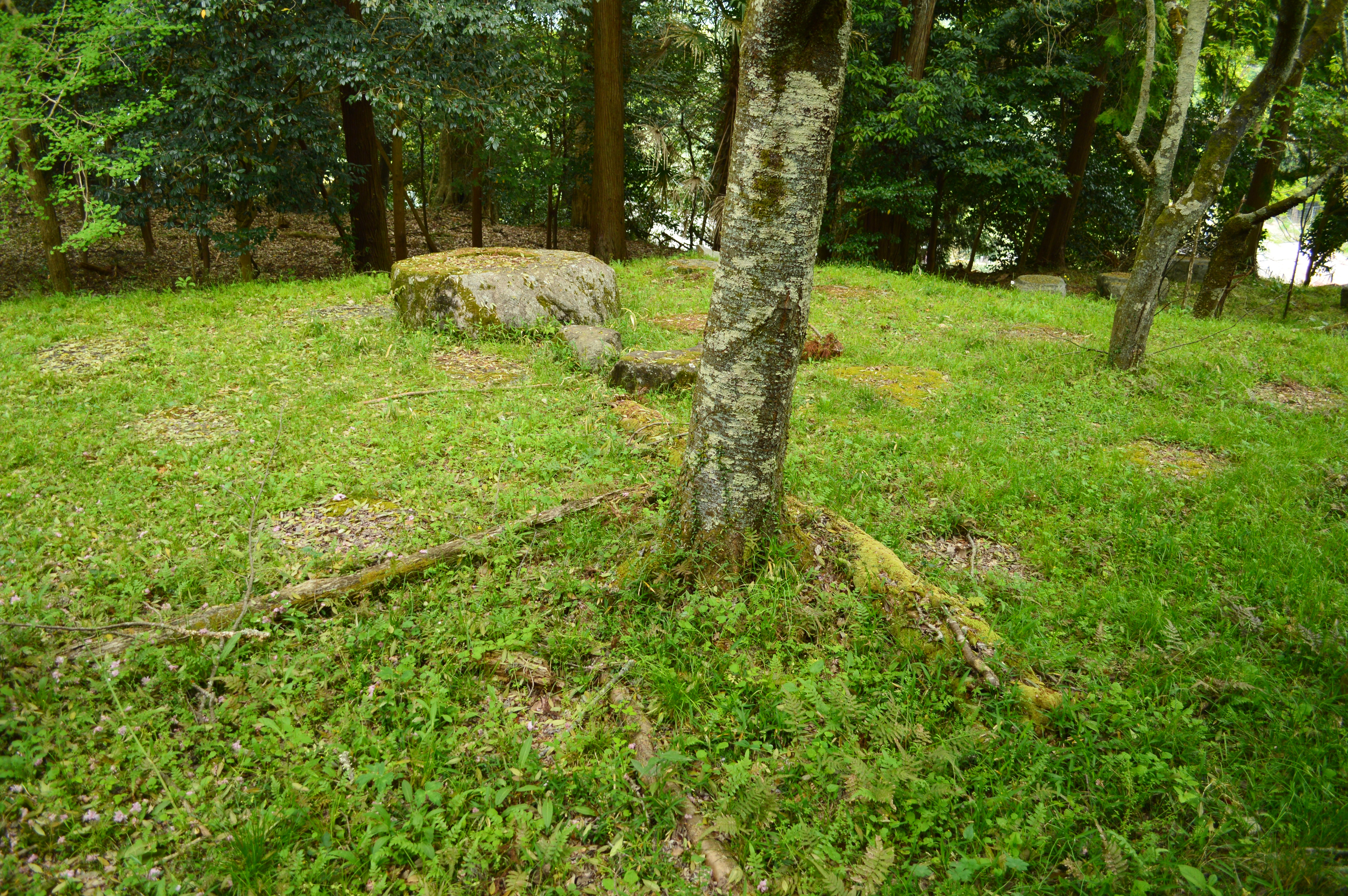
塔跡

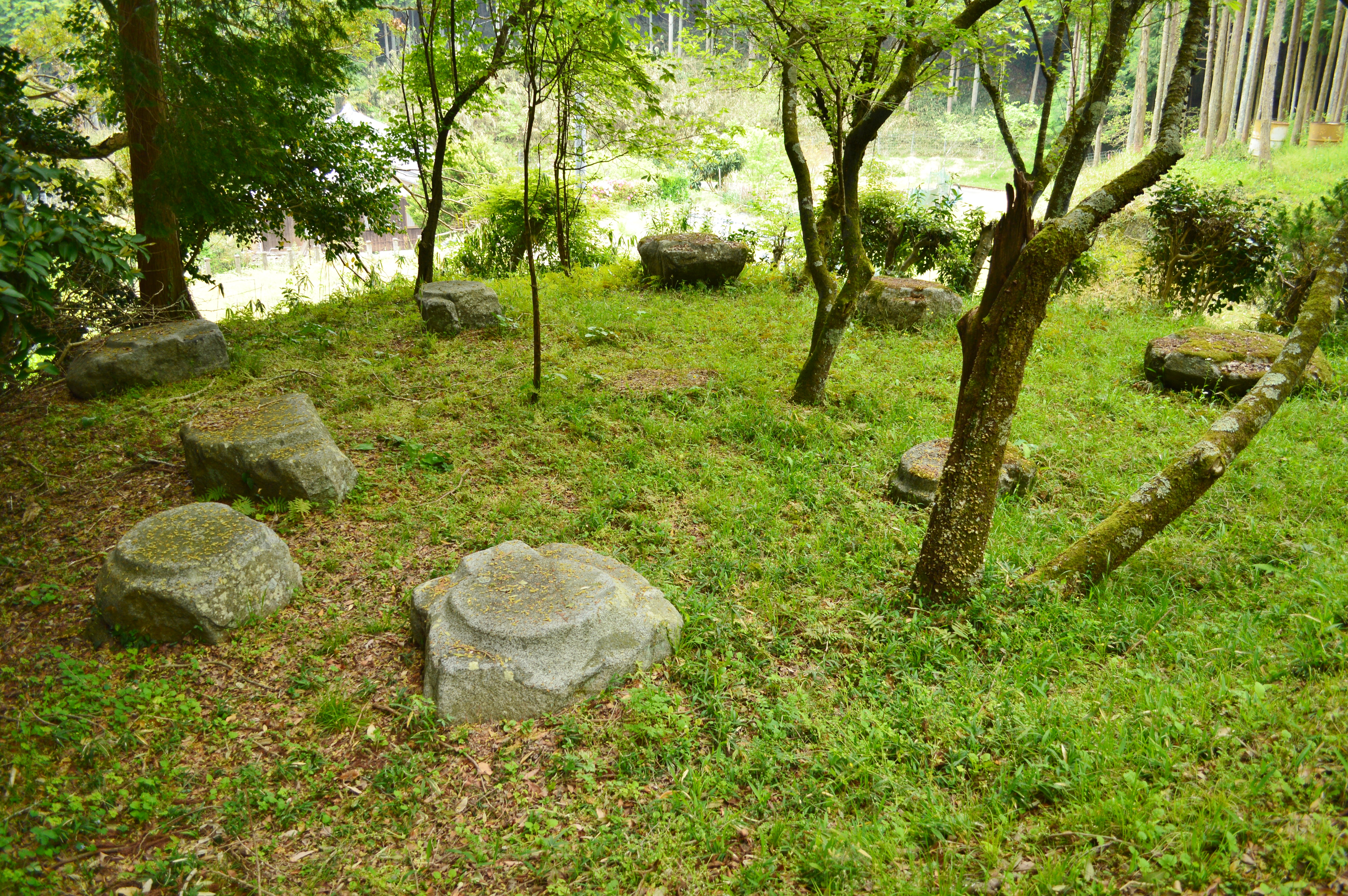
塔跡東の礎石

大宇陀から女寄峠を越えて桜井に抜ける忍阪街道（現在の国道166号線）の中ほどの丘陵地に粟原の集落があり、その南の端に天満神社がある。寺はその裏手に隣接した高台にあった。
発掘調査が行われていないため、伽藍の規模や配置など詳しいことは不明である。
現在は塔跡に心礎や礎石などが確認できるほか、東側の一段低くなった場所にも礎石が並べられている。ただし東側の礎石は元からこの場所にあったのではなく、塔跡の西側にある十三重石塔が建てられているあたりから運ばれたと見られている。石塔が建てられている場所は通称「コンドー」と呼ばれていて礎石もいくつか確認でき、ここに金堂があったと考えられている。

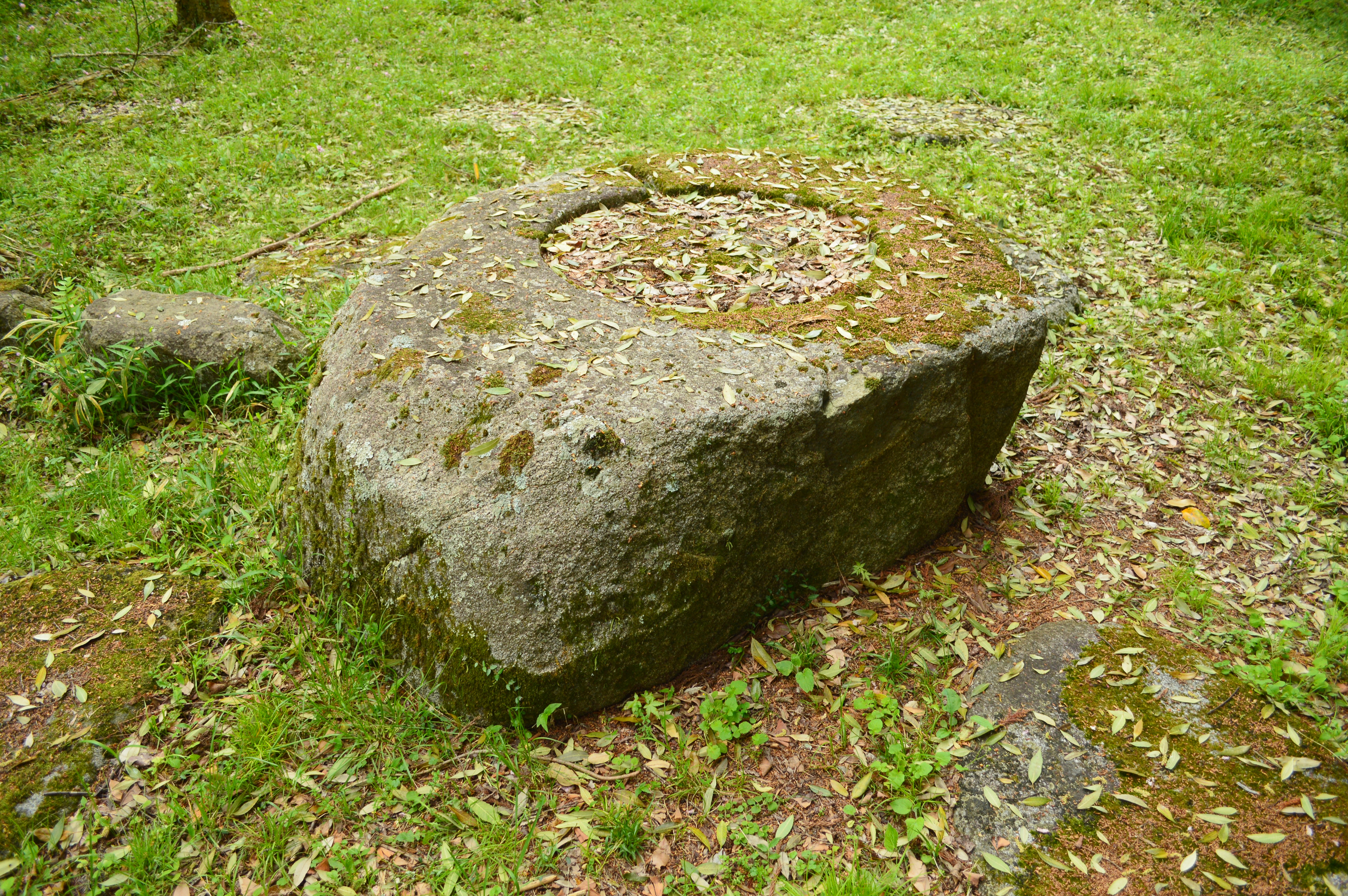
塔心礎（大）
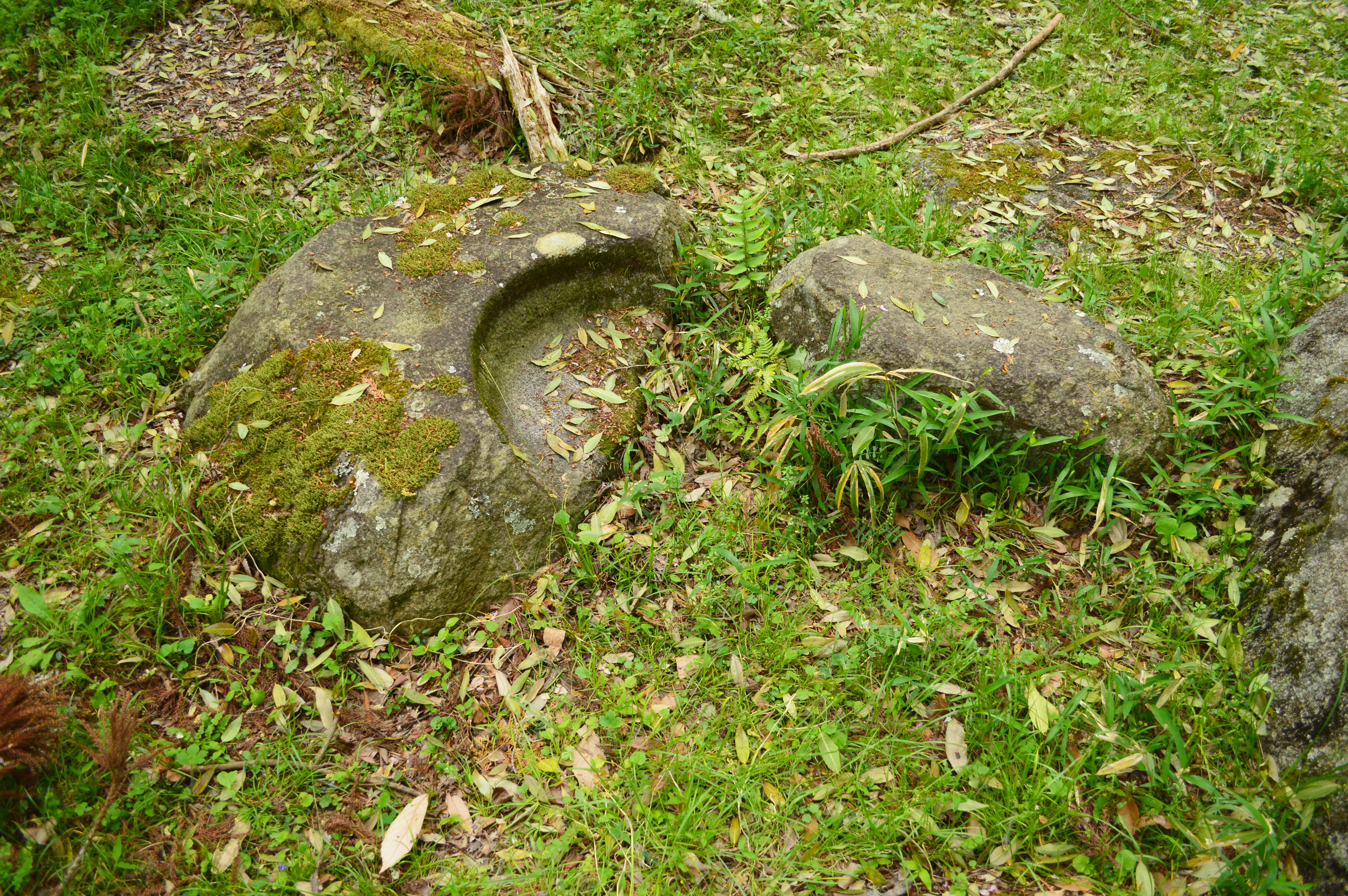
塔心礎（小）

## 文化財

### 国宝
- 大和国粟原寺三重塔伏鉢（考古資料） - 和銅八年四月在銘。所有者は談山神社（奈良国立博物館に寄託）。1902年（明治35年）4月17日に当時の古社寺保存法に基づき国宝（旧国宝）に指定、1953年（昭和28年）3月31日に文化財保護法に基づき国宝に指定[5]。

### 国の史跡
- 粟原寺跡 - 1927年（昭和2年）4月8日指定[1]。